# Jean-Daniel Pollet
Jean-Daniel Pollet (* 20. Juni 1936 in La Madeleine, Nord-Pas-de-Calais; † 9. September 2004 in Cadenet, Département Vaucluse) war ein französischer Regisseur und Drehbuchautor.

## Leben
Pollet begann seine Filmkarriere 1958 mit dem Kurzfilm Pourvu qu'on ait l'ivresse..., den er Paris drehte. Er wurde 1989 von einem Zug erfasst, den er filmen wollte und war seitdem gelähmt. Er konnte durch die Lähmung bedingt, nur noch zwei Filme drehen Dieu sait quoi und Ceux d'en face, beide in seinem Wohnort Cadenet. Nachdem sein Gesundheitszustand weiter verschlechtert hatte, zog er sich in sein Landhaus zurück. Dort fotografierte er seine Umgebung. Aus diesen Fotos und eigenen Aufnahmen  schuf sein Freund Jean-Paul Fargier den Film Jour après jour.

## Filmografie (Auswahl)
- 1958: Pourvu qu'on ait l'ivresse...
- 1961: Gala
- 1965: Paris gesehen von... (Paris vu par...)
- 1968: Liebe macht lustig, Liebe tut weh (L'amour c'est gai, l'amour c'est triste)
- 1978: Pour mémoire
- 1990: Contretemps